# (385533) 2004 QD29
(385533) 2004 QD29 est un transneptunien, classé comme cubewano, de magnitude absolue 7, son diamètre est estimé à 176 km.